# Ліга чемпіонів УЄФА серед жінок 2022—2023
Жіноча Ліга чемпіонів УЄФА 2022–23 — двадцять другий розіграш турніру та чотирнадцятий з моменту перетворення його в Лігу чемпіонів. Фінальний матч турніру відбувся 3 червня 2023 року в Ейндговені на стадіоні «Філіпс». Переможцем в 2-й раз стала іспанська Барселона.

## Учасники турніру
Для визначення кількості учасників турніру від конкретної країни використовувалася таблиця коефіцієнтів національних чемпіонатів: Федерації, які займали 1-6 місця у таблиці коефіцієнтів, делегували три клуби.
Федерації, які займали 7-16 місця у таблиці коефіцієнтів, делегували два клуби.
Інші федерації були представлені однією командою.
Переможець Ліги чемпіонів УЄФА 2021—2022 отримував окрему квоту для участі у турнірі, незалежно від результатів свого національного чемпіонату.
- 28 лютого 2022 року російські футбольні клуби виключені зі всіх змагань під егідою УЄФА та ФІФА через вторгнення в Україну.
- Чемпіонат України 2021—2022 не було дограно остаточно. Українська асоціація футболу ухвалила рішення, що у Лізі чемпіонів візьме участь полтавська «Ворскла», яка посідала перше місце у чемпіонаті на момент зупинки турніру.

## Результати

### Перший кваліфікаційний раунд

#### Шлях чемпіонів
На цій стадії зіграли 43 команди: чемпіони асоціацій із рейтингами від восьмого та нижче. Учасники були розбиті на 11 міні-турнірів: десять турнірів пройшли за участю чотирьох команд і ще одна — за участю трьох. Команди із найвищим рейтингом провели фінали вдома. Переможці 11 фіналів потрапили до другого раунду, де приєдналися до трьох команд із прямими путівками. У другому раунді було розіграно сім путівок до групового етапу.
Півфінальний раунд
| Команда 1     | Рахунок | Команда 2         |
| ------------- | ------- | ----------------- |
| Ворскла       | 5:0     | Гурія             |
| Шимкент       | 5:1     | Спліт             |
| Валюр         | 2:0     | Хаяса             |
| Амур          | 0:1     | Шелбурн           |
| ПАОК          | 2:0     | Свонсі            |
| Рейнджерс     | 3:1     | Ференцварош       |
| Аполлон       | 3:0     | РФС               |
| Цюріх         | 6:0     | Клаксвiк          |
| Гінтра        | 0:2     | КуПС              |
| Андерлехт     | 3:2     | Лодзь             |
| Флора         | 0:5     | Кар'ят-Гат        |
| Ювентус       | 4:0     | Расінг Люксембург |
| Сараєво-2000  | 4:0     | Біркіркара        |
| Клуж          | 1:0     | Гленторан         |
| Бенфіка       | 9:0     | Авалія            |
| Твенте        | 13:0    | Ананій-Ной        |
| Динамо        | 5:0     | Локомотива        |
| Санкт Пельтен | 7:0     | Люботен           |
| Брезніца      | 2:3     | Міява             |
| Бранн         | 1:0     | АЛГ Спор          |

Фінальний раунд
| Команда 1 | Рахунок | Команда 2        |
| --------- | ------- | ---------------- |
| Шимкент   | 0:2     | Ворскла          |
| Валюр     | 3:0     | Шелбурн          |
| Ювентус   | 3:1     | Кар'ят-Гат       |
| ПАОК      | 0:4     | Рейнджерс        |
| Міява     | 0:1     | Влазнія          |
| Аполлон   | 0:1     | Цюріх            |
| Клуж      | 1:2     | Сараєво-2000     |
| Твенте    | 1:2     | Бенфіка          |
| Андерлехт | 2:3     | КуПС             |
| Динамо    | 0:3     | Санкт Пельтен    |
| Бранн     | 3:1     | Спартак Суботiца |

#### Шлях представників ліг
На цій стадії зіграли 16 команд: володарі других місць з асоціацій із рейтингами від сьомого до 16-го та володарі третіх місць з асоціацій із рейтингами від першого до шостого. Учасників було розбито на чотири міні-турніри. У кожному міні-турнірі зіграли чотири команди.
Переможці чотирьох фіналів потрапили до другого раунду, куди шість команд отримали пряму перепустку. У другому раунді було розіграно п'ять путівок до групового етапу.
Півфінальний раунд
| Команда 1      | Рахунок | Команда 2     |
| -------------- | ------- | ------------- |
| Париж          | 4:0     | Серветт       |
| Глазго Сіті    | 1:3     | Рома          |
| Реал Мадрид    | 6:0     | Штурм Грац    |
| Манчестер Сіті | 6:0     | Томіріс-Туран |
| Брєйдаблік     | 2:4     | Русенборг     |
| Мінськ         | 2:1     | Словацко      |
| Аякс           | 3:1     | Крістіанстад  |
| Фортуна        | 0:2     | Айнтрахт      |

Фінальний раунд
| Команда 1   | Рахунок | Команда 2      |
| ----------- | ------- | -------------- |
| Реал Мадрид | 1:0     | Манчестер Сіті |
| Аякс        | 2:1     | Айнтрахт       |
| Мінськ      | 0:1     | Русенборг      |
| Париж       | 0:1     | Рома           |

### Другий кваліфікаційний раунд

#### Шлях чемпіонів
Одинадцять переможців фіналів першого раунду приєдналися до трьох команд, які стартували на цій стадії: чемпіони національних асоціацій на п'ятому, шостому та сьомому місцях у рейтингу. На цій стадії протистояння складалось з двох матчів (на своєму полі та в гостях)
| Команда 1    | Заг. | Команда 2     | 1-й матч | 2-й матч |
| ------------ | ---- | ------------- | -------- | -------- |
| Ворскла      | 2:3  | Влазнія       | 1:1      | 1:2      |
| Сараєво-2000 | 0:10 | Цюріх         | 0:7      | 0:3      |
| Рейнджерс    | 3:5  | Бенфіка       | 2:3      | 1:2      |
| КуПС         | 2:3  | Санкт Пельтен | 0:1      | 2:2      |
| Валюр        | 0:1  | Славія        | 0:1      | 0:0      |
| Бранн        | 2:4  | Русенгорд     | 1:1      | 1:3      |
| Кеге         | 1:3  | Ювентус       | 1:1      | 0:2      |

#### Шлях представників ліг
Чотири переможці фіналів першого раунду приєдналися до шести команд, які стартували на цій стадії: володарі других місць із асоціацій із рейтингами від першого до шостого. П'ять переможців протистоянь вийшли до групового етапу.
| Команда 1     | Заг. | Команда 2   | 1-й матч | 2-й матч |
| ------------- | ---- | ----------- | -------- | -------- |
| ПСЖ           | 4:1  | Хеккен      | 2:1      | 2:0      |
| Арсенал       | 3:2  | Аякс        | 2:2      | 1:0      |
| Реал Сос'єдад | 1:4  | Баварія     | 0:1      | 1:3      |
| Русенборг     | 1:5  | Реал Мадрид | 0:3      | 1:2      |
| Спарта        | 2:6  | Рома        | 1:2      | 1:4      |

### Груповий етап
У першому в історії турніру груповому етапі виступили 16 команд.

### Група A
| Команда     | І | В | Н | П | ЗМ | ПМ | РМ  | О  |
| ----------- | - | - | - | - | -- | -- | --- | -- |
| Челсі       | 6 | 5 | 1 | 0 | 19 | 1  | +18 | 16 |
| ПСЖ         | 6 | 3 | 1 | 2 | 11 | 5  | +6  | 10 |
| Реал Мадрид | 6 | 2 | 2 | 2 | 9  | 6  | +3  | 8  |
| Влазнія     | 6 | 0 | 0 | 6 | 1  | 28 | −27 | 0  |

### Група B
| Команда       | І | В | Н | П | ЗМ | ПМ | РМ  | О  |
| ------------- | - | - | - | - | -- | -- | --- | -- |
| Вольфсбург    | 6 | 4 | 2 | 0 | 19 | 5  | +14 | 14 |
| Рома          | 6 | 4 | 1 | 1 | 16 | 8  | +8  | 13 |
| Санкт Пельтен | 6 | 1 | 1 | 4 | 7  | 22 | −15 | 4  |
| Славія Прага  | 6 | 0 | 2 | 4 | 1  | 8  | −7  | 2  |

### Група C
| Команда      | І | В | Н | П | ЗМ | ПМ | РМ  | О  |
| ------------ | - | - | - | - | -- | -- | --- | -- |
| Арсенал      | 6 | 4 | 1 | 1 | 19 | 5  | +14 | 13 |
| Олімпік Ліон | 6 | 3 | 2 | 1 | 10 | 6  | +4  | 11 |
| Ювентус      | 6 | 2 | 3 | 1 | 9  | 3  | +6  | 9  |
| Цюріх        | 6 | 0 | 0 | 6 | 2  | 26 | −24 | 0  |

### Група D
| Команда   | І | В | Н | П | ЗМ | ПМ | РМ  | О  |
| --------- | - | - | - | - | -- | -- | --- | -- |
| Барселона | 6 | 5 | 0 | 1 | 29 | 6  | +23 | 15 |
| Баварія   | 6 | 5 | 0 | 1 | 14 | 7  | +7  | 15 |
| Бенфіка   | 6 | 2 | 0 | 4 | 8  | 21 | −13 | 6  |
| Русенгорд | 6 | 0 | 0 | 6 | 3  | 20 | −17 | 0  |

### Плей-оф

#### Сітка
|  | Чвертьфінали | Чвертьфінали |                      |     | Півфінали | Півфінали |  |  | Фінал | Фінал |
|  |              |              |                      |     |           |           |  |  |       |       |
|  |              |              |                      |     |           |           |  |  |       |       |
|  |              |              |                      |     |           |           |  |  |       |       |
|  | Ліон         | 0:1          |                      |     |           |           |  |  |       |       |
|  | Ліон         | 0:1          |                      |     |           |           |  |  |       |       |
|  | Челсі        | 2:1          |                      |     |           |           |  |  |       |       |
|  | Челсі        | 2:1          | Челсі                | 0:1 |           |           |  |  |       |       |
|  |              |              | Челсі                | 0:1 |           |           |  |  |       |       |
|  |              | Барселона    | 1:1                  |     |           |           |  |  |       |       |
|  | Рома         | Барселона    | 1:1                  | 0:1 |           |           |  |  |       |       |
|  | Рома         |              |                      | 0:1 |           |           |  |  |       |       |
|  | Барселона    | 1:5          |                      |     |           |           |  |  |       |       |
|  | Барселона    | 1:5          | Барселона Вольфсбург | 3:2 |           |           |  |  |       |       |
|  |              |              | Барселона Вольфсбург | 3:2 |           |           |  |  |       |       |
|  |              |              |                      |     |           |           |  |  |       |       |
|  | ПСЖ          | 0:1          |                      |     |           |           |  |  |       |       |
|  | ПСЖ          | 0:1          |                      |     |           |           |  |  |       |       |
|  | Вольфсбург   | 1:1          |                      |     |           |           |  |  |       |       |
|  | Вольфсбург   | 1:1          | Вольфсбург           | 2:2 |           |           |  |  |       |       |
|  |              |              | Вольфсбург           | 2:2 |           |           |  |  |       |       |
|  |              | Арсенал      | 3:2                  |     |           |           |  |  |       |       |
|  | Баварія      | Арсенал      | 3:2                  | 1:0 |           |           |  |  |       |       |
|  | Баварія      |              |                      | 1:0 |           |           |  |  |       |       |
|  | Арсенал      | 0:2          |                      |     |           |           |  |  |       |       |
|  | Арсенал      | 0:2          |                      |     |           |           |  |  |       |       |

#### 1/4 фіналу
Жеребкування 1/4 фіналу відбулося 10 лютого 2023 року в штаб-квартирі УЄФА в Ньоні.
| Команда 1 | Заг.              | Команда 2  | 1-й матч | 2-й матч |
| --------- | ----------------- | ---------- | -------- | -------- |
| Ліон      | 2:2 (по пен. 3:4) | Челсі      | 0:1      | 2:1      |
| Рома      | 1:6               | Барселона  | 0:1      | 1:5      |
| ПСЖ       | 1:2               | Вольфсбург | 0:1      | 1:1      |
| Баварія   | 1:2               | Арсенал    | 1:0      | 0:2      |

#### 1/2 фіналу
Жеребкування півфіналу відбулося 10 лютого 2023 року в штаб-квартирі УЄФА в Ньоні.
Перші матчі відбулись 22 та 23 квітня, матчі-відповіді — 27 квітня та 1 травня 2023 року.
| Команда 1  | Заг. | Команда 2 | 1-й матч | 2-й матч   |
| ---------- | ---- | --------- | -------- | ---------- |
| Челсі      | 1:2  | Барселона | 0:1      | 1:1        |
| Вольфсбург | 5:4  | Арсенал   | 2:2      | 3:2 (д.ч.) |

### Фінал
Фінал відбувся 3 червня на стадіоні «Філіпс» в Ейндговені.
| 3 червня 2023 16:00 CET |

| Барселона                                       | 3:2 | Вольфсбург                       |
| ----------------------------------------------- | --- | -------------------------------- |
| Патрісія Гуйхарро 41' 50' Фрідоліна Рольфьо 70' |     | Єва Пайор 3' Александра Попп 37' |

| «Філіпс», Ейндговен Арбітр: Шеріл Фостер (Вельс) |

## Найкращі бомбардири
| Місце | Футболіст         | Клуб       | Голи | Асисти |
| ----- | ----------------- | ---------- | ---- | ------ |
| 1     | Єва Пайор         | Вольфсбург | 9    | 3      |
| 2     | Айтана Бонматі    | Барселона  | 5    | 8      |
| 3     | Стіна Блакстеніус | Арсенал    | 5    | 4      |
| 4     | Фріда Маанум      | Арсенал    | 5    | 3      |
| 5     | Асісат Ошоала     | Барселона  | 5    | 3      |